# 滯留生
《滯留生》（英語：The Holdovers）是一部2023年美國喜劇劇情電影，由亞歷山大·潘恩執導，大衛·海明森（David Hemingson）編劇，保羅·吉馬蒂、達芬·喬伊·藍道夫和多明尼克·塞薩（Dominic Sessa）主演。故事發生在1970年新英格蘭的一所寄宿學校，一位脾氣暴躁的歷史老師被迫留下，陪伴幾名無處可去的學生度過聖誕假期。
《滯留生》2023年8月31日在第50屆特柳賴德影展首映，2023年11月10日由焦点影业安排在美國院線上映，並取得普遍好評。電影贏得諸多榮譽，包括在第81届金球奖上贏得最佳女配角（藍道夫）及最佳音樂及喜劇類電影男主角（吉馬蒂）。達芬·喬伊·藍道夫更因為在該片的演出表現在第96屆奧斯卡金像獎獲頒奧斯卡最佳女配角獎。

## 剧情
1970年12月，保罗·亨哈姆是新英格兰一所寄宿学校巴顿学院的古典文学教师，由于他的严厉态度，学生和教职员工普遍讨厌他。随着假期的临近，巴顿学院要求一名教师在假期期间留校照顾 "留校生"，即假期中被迫留在学校的学生。当被选中的原任教师在最后一刻退出时，亨哈姆被选为替代者。校长曾是亨纳姆的学生，他选择亨纳姆担任这项任务，是为了巧妙地惩罚他，因为他曾让一位政治家和大学慷慨赞助人的学生不及格。当巴顿的师生们离开巴顿去度假时，亨纳姆的学生安格斯·塔利得知他的母亲突然计划和他的新继父度蜜月，于是他和其他四个 "留守 "学生一起留在了巴顿的校园里。同样留在巴顿的还有食堂管理员玛丽·兰姆，她仍在为越战中失去儿子（她自己也是巴顿校友）而悲伤。
起初，亨纳姆将留校学生的假期安排得像正常上学一样，规定他们必须完成学业、锻炼身体和禁食（作为与同学打架的惩罚）。假期开始五天后，安格斯另一位富裕同学的父母乘坐直升机来到学校，提出带留校学生全员去滑雪。亨哈姆取得了留校生父母的同意，只有安格斯的母亲和继父因为去度蜜月而无法联系。安格斯被迫留下，成为巴顿唯一的留守学生。
安格斯越来越怨恨母亲在假期抛弃了他，他试图离家出走，住进一家旅馆，打电话开房间。亨哈姆发现他在打电话，于是追赶他。追逐的最后，安格斯为了反抗撞上了一堆体育器材，导致肩膀脱臼。在医院期间，安格斯设法说服医生放弃保险索赔，以保护亨哈姆免于潜在的法律纠纷，而亨哈姆则在安格斯与一名残疾退伍军人在当地一家餐馆发生争执后保护了他。
圣诞节前夕，安格斯、亨汉姆、玛丽和巴顿的看门人丹尼应邀参加了学校办公室主任莉迪亚·克莱恩的节日聚会。安格斯与莉迪亚的侄女在手指画上调情，亨汉姆发现莉迪亚有了另一半后开始不满，醉酒的玛丽因儿子的死而崩溃。安格斯在派对上玩得不亦乐乎，但他拒绝离开派对，这引起了亨纳姆的斥责。安格斯告诉亨纳姆他父亲死了，玛丽责备亨纳姆的麻木不仁。
圣诞节早上，亨哈姆举办了一个小型庆祝活动。当晚，在玛丽的逼迫下，他答应了安格斯去波士顿的愿望，并把这说成是一次实地考察。安格斯和亨纳姆把玛丽送到了波士顿的罗克斯伯里区，她在那里探望了怀孕的妹妹，并努力接受儿子的死讯。与此同时，安格斯和亨纳姆在波士顿的各种活动中增进了感情，包括滑冰和参观美术馆。两人偶遇休·卡瓦诺，他是亨哈姆过去在哈佛大学的同学，现在是一名成功的学者。为了给卡瓦诺留下深刻印象，亨哈姆虚报自己目前的职业生涯，而安格斯则装作是亨哈姆的侄子。亨哈姆向安格斯透露，他因剽窃他人作品而被哈佛大学开除，原因是被一位遗产捐赠者的儿子诬陷，这毁了他的职业前景，迫使他回到巴顿当了一名教师。
后来，在奥芬剧院观看《小巨人》时，安格斯又偷偷溜了出去，但很快就被亨哈姆逮了个正着。安格斯说他想去看望父亲，这让亨哈姆同意了，并认为两人会去墓地。然而，一位出租车司机却把两人带到了一家疗养院，安格斯的父亲在那里精神崩溃后仍然健在。这次探访让安格斯很不高兴，在他表达了自己害怕变得和父亲一样后，亨汉姆安慰了他，提醒他每个人都可以创造属于自己的生活。后来，两人和玛丽、丹尼一起庆祝1971年元旦倒计时，在电视上观看时代广场的落球，并在学校厨房燃放烟花。
大家放假回到巴顿后，安格斯的母亲和继父突然来到学校。据安格斯的母亲说，安格斯的父亲在儿子回家后恳求让他回家，并在遭到拒绝后用雪球袭击了疗养院的工作人员。有人问亨纳姆为什么要带安格斯去波士顿看望他的父亲，安格斯的继父表示他想把安格斯送去军校。亨汉姆为这次旅行担责，并因此被解雇，而安格斯则被允许留在巴顿。
安格斯和亨哈姆依依惜别，并鼓励对方坚强地生活下去。当亨哈姆离开学校时，他停下车，拿起一瓶从校长那里偷来的上等白兰地喝了一口，然后吐了出来，驾车离去。

## 演員
- 保羅·吉馬蒂飾演保羅·漢納姆（Paul Hunham）
- 多明尼克·塞薩（Dominic Sessa）飾演安格斯·塔利（Angus Tully）
- 達芬·喬伊·藍道夫飾演瑪莉·蘭姆（Mary Lamb）
- 卡丽·普雷斯顿飾演莉迪亞·克蘭女士（Miss Lydia Crane）
- 吉蓮·薇格曼（英语：Gillian Vigman）飾演茱蒂·克洛特費爾特（Judy Clotfelter）
- 塔特·多諾萬飾演史丹利·克洛特費爾特（Stanley Clotfelter）
- 布雷迪·赫普納（Brady Hepner）飾演泰迪·昆茲（Teddy Kountze）
- 伊恩·多利（Ian Dolley）飾演亞歷士·奧勒曼（Alex Ollerman）
- 吉姆·卡普蘭（Jim Kaplan）飾演朴智妍（Ye-Joon Park）
- 麥可·普羅沃斯特（Michael Provost）飾演傑森·史密斯（Jason Smith）
- 安德魯·加曼（Andrew Garman）飾演哈迪·伍德里普博士（Dr. Hardy Woodrip）
- 納希姆·賈西亞（Naheem Garcia）飾演丹尼（Danny）
- 史蒂芬·索恩（Stephen Thorne）飾演湯瑪斯·塔利（Thomas Tully）
- 達比·莉莉·李-史塔克（Darby Lily Lee-Stack）飾演愛麗絲（Elise）

## 製作
《滯留生》是導演亞歷山大·潘恩和演員繼《酒佬日記》 （2004年）之後的第二次合作。潘恩在觀看馬瑟·巴紐電影《梅露絲》（1935年）後構思了本片的概念，並聯繫大衛·海明森（David Hemingson）開始編寫劇本，該劇本最初用於電視試播集的寫作樣本。2021年6月，米拉麥克斯影業獲得了發行權。2022年初，達芬·喬伊·藍道夫和卡丽·普雷斯顿加入演出陣容。
本片2022年1月27日在麻薩諸塞州開始主要拍攝。外景管理凱·昆蘭（Kai Quinlan）曾參與《驚爆焦點》和《黑勢力》（均2015年）等其他以新英格蘭為背景的電影，她在本片中藉鑒了自己在麻薩諸塞州的成長經歷。對於虛構的巴頓學院（Barton Academy），劇組在麻薩諸塞州的五所真實學校進行拍攝：格罗顿学校、諾斯菲爾德黑門山學校、迪爾菲爾德學院、聖馬克學校和費爾黑文高中及學院。演出陣容中的多明尼克·塞薩（Dominic Sessa）是2022年就讀迪爾菲爾德學院的學生，《滯留生》也是他出演的首部電影。電影也取景於歷史悠久的薩默維爾和歐菲姆劇院以及波士頓公園。據潘恩所述，「新英格蘭的變化較為緩慢」，到此捕捉到20世紀70年代的美學相對容易。

## 獎項
其他獎項請見《滯留生》獲獎與提名列表。
| 年份 | 頒獎典禮           | 獎項         | 入圍者           | 結果 |
| ---- | ------------------ | ------------ | ---------------- | ---- |
| 2024 | 第96屆奧斯卡金像獎 | 最佳影片     | 《滯留生》       | 提名 |
| 2024 | 第96屆奧斯卡金像獎 | 最佳男主角   | 保羅·吉亞瑪提    | 提名 |
| 2024 | 第96屆奧斯卡金像獎 | 最佳女配角   | 達明·喬伊·倫道夫 | 獲獎 |
| 2024 | 第96屆奧斯卡金像獎 | 最佳原创剧本 | 《滯留生》       | 提名 |
| 2024 | 第96屆奧斯卡金像獎 | 最佳影片剪辑 | 凱文·坦特        | 提名 |

## 爭議
2024年3月，第96屆奧斯卡金像獎頒獎前夕，《綜藝》獨家披露皮克斯動畫作品《路卡的夏天》編劇西蒙·斯蒂芬遜（Simon Stephenson）曾向美国编剧工会舉報，稱《滯留生》抄襲了他已經寫好劇本、但未投入製作的一部電影《Frisco》。他指控海明森的最終劇本在劇情、角色、架構、場景及對白層面上，均與《Frisco》實質一模一樣。導演亞歷山大·潘恩和編劇海明森暫未回應西蒙的指控。

## 外部連結
- 互联网电影数据库（IMDb）上《滯留生》的资料（英文）